# Eusko Abendaren Ereserkia
Eusko Abendaren Ereserkia ist die Hymne der spanischen Region Baskenland.
Sie stammt von einem volkstümlichen Fahnengruß ohne Text, dessen Herkunft nicht bekannt ist. Der Begründer des baskischen Nationalismus, Sabino de Arana Goiri, schrieb einen Text dazu. Diese Kombination wurde als Gora ta Gora die Hymne der Baskischen Nationalistischen Partei PNV.
Mit dem Gesetz Nº 8/1983 vom 14. April 1983 erklärte das baskische Regionalparlament der drei im spanischen Staat gelegenen baskischen Provinzen das Lied Eusko Abendaren Ereserkia zur Nationalhymne. Von diesem Zeitpunkt an wurde die Nationalhymne zusammen mit der Ikurriña (baskische Fahne) zum repräsentativsten Symbole des baskischen Volkes.

## Text (baskisch)
Gora ta Gora Euskadi
aintza ta aintza
bere goiko Jaun Onari.
Areitz bat Bizkaian da
Zar, sendo, zindo
bera ta bere lagia lakua
Areitz gainean dogu
gurutza deuna
beti geure goi buru
Abestu gora Euskadi
aintza ta aintza
bere goiko Jaun Onari